# Toltékok
A toltékok az uto-azték nyelvcsaládba  tartozó közép-amerikai indiánok, egy prehispán, mezo-amerikai kultúra népe, amely a 10. és 12. század között uralta a mai Mexikó középső területének nagy részét.
Mai leszármazottaik többek közt a Salvadorban élő pipilek.

## Történet
A tolték nép a korai középkor idején nagy valószínűséggel észak felől vonult be a mexikói magasföldre, majd 850 körül megalapították a birodalmukat Tula központtal. A maja városok elnéptelenedése után 1000 körül a Yucatán-félszigeten új városokat hoztak létre (Chichén Itzá, Mayapán, Uxmal).
A társadalom katonai alapon szerveződött, a toltékokat harcos hajlam jellemezte. Legnagyobb uralkodójuk Quetzalcoatl volt, aki megerősítette és kiterjesztette a birodalom határait. A birodalom a 12. században kezdett hanyatlani a belső és külső támadások miatt.  
Területüket a chichimékek (csicsimékek) foglalták el, ahol aztán az  aztékok hatalmas birodalmat hoztak létre. Az azték kultúra őket tekintette a szellemi és kulturális elődöknek.

## Kultúra
Magas műveltséget és tudományt hagytak hátra.
Építészetüket a piramisépítészet is jellemezte, de náluk oszlopok is megjelentek, amik a harcosokat ábrázolták (atlaszok).
A toltékok is művelték a labdajátékokat, erre utal a két felfedezett játéktér, az áldozati maradványok és a tzompantlik (koponyatartó állványok) is.
Jellegzetes tolték szobrok a chacmoolok, az áldozati edénytartó alakok.

## Teotihuacan
Teotihuacan volt Mezo-Amerika legnagyobb városi központja az aztékok előtt. De a város már az aztékok idejében is romokban hevert.
A régészek sokáig, még az 1960-as években is azt hitték, hogy Teotihuacant is a toltékok építették. Ez a hiedelem gyarmati kori szövegeken alapult, például a firenzei kódexen, amely a helyet a toltékoknak tulajdonította. Mivel a tolték civilizáció évszázadokkal Teotihuacan után virágzott, ők nem lehettek a város alapítói.

## Galéria

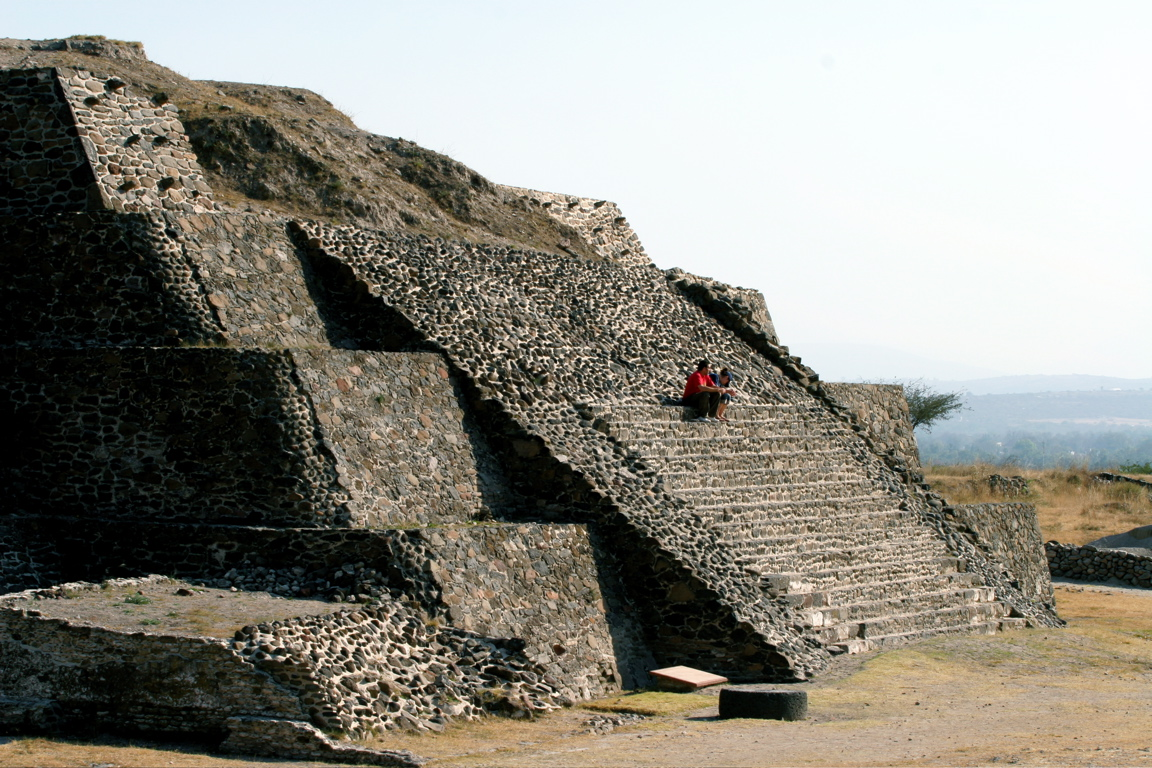
Piramis maradványa Tulában
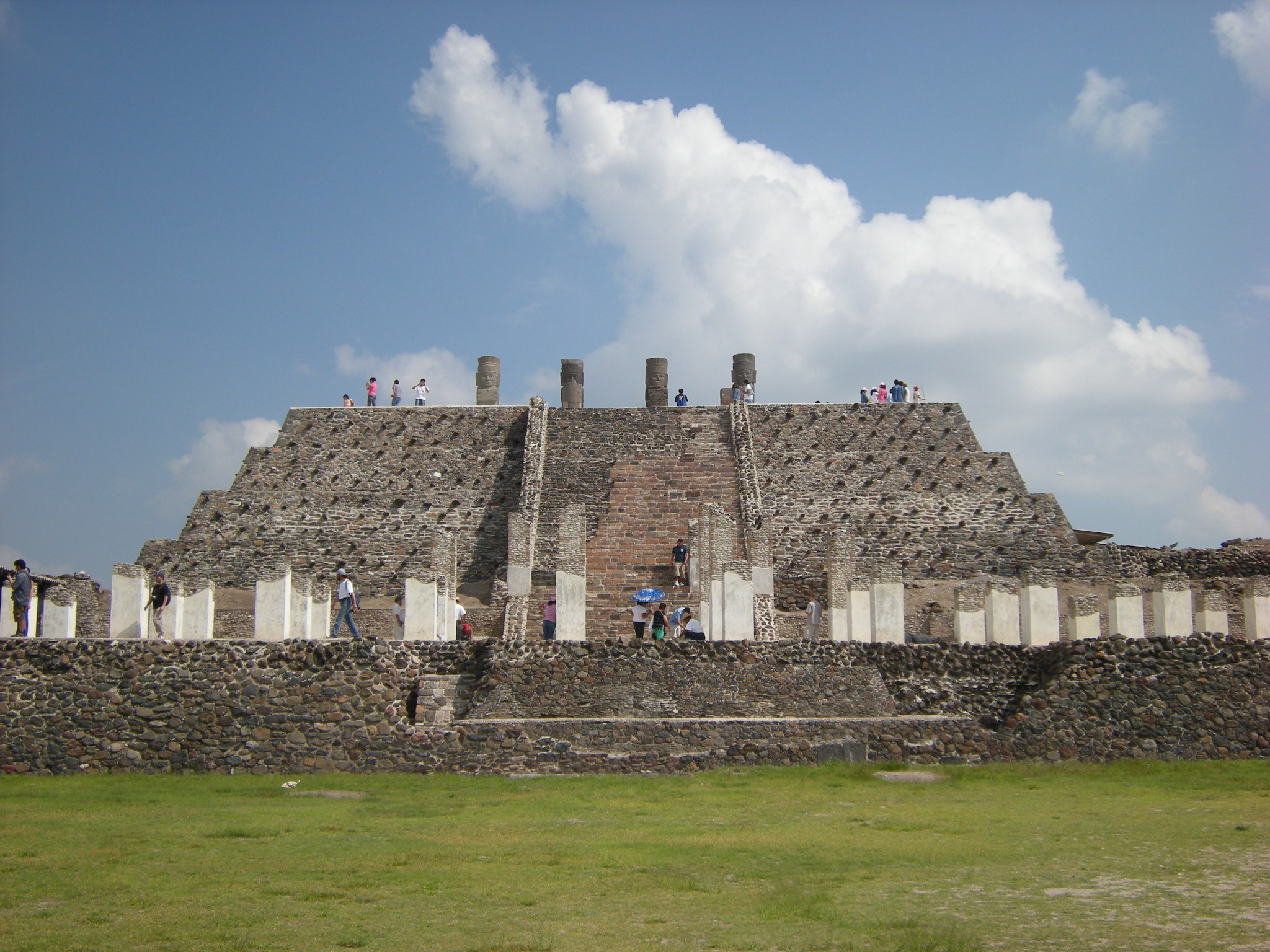
Romok Tulában
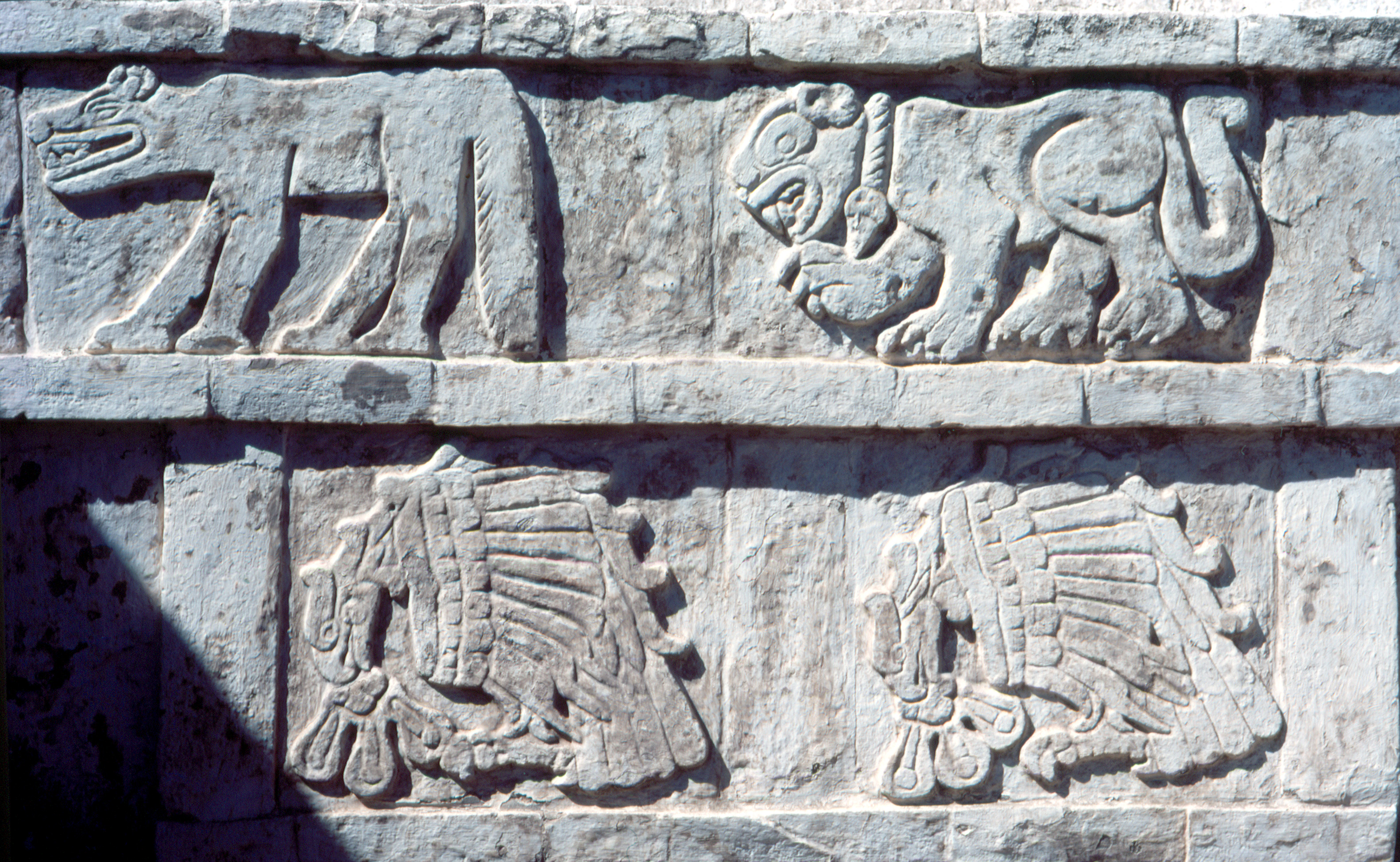
Stukkódíszítés Tulában
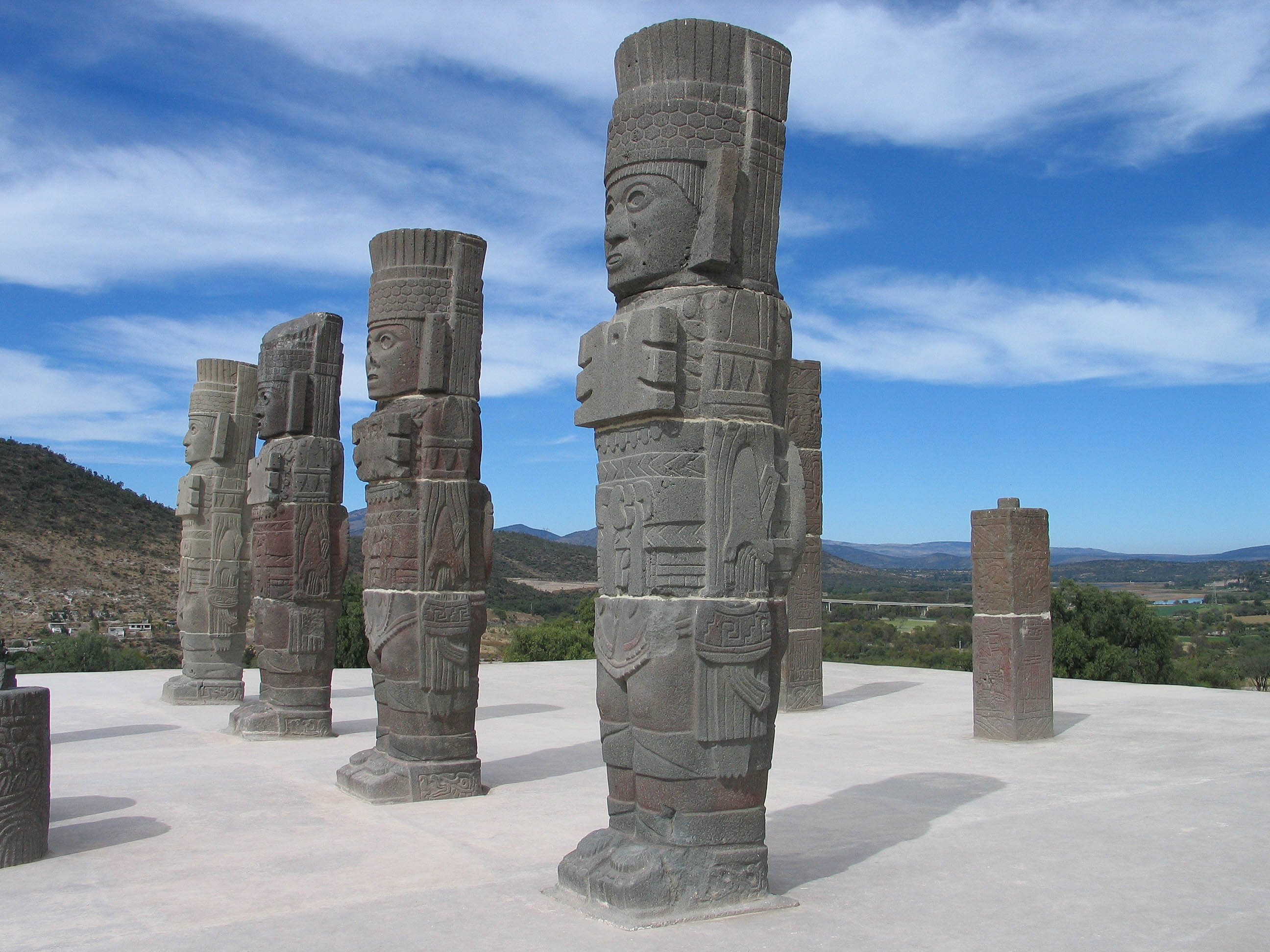
Tolték harcosok szobrai, Tula
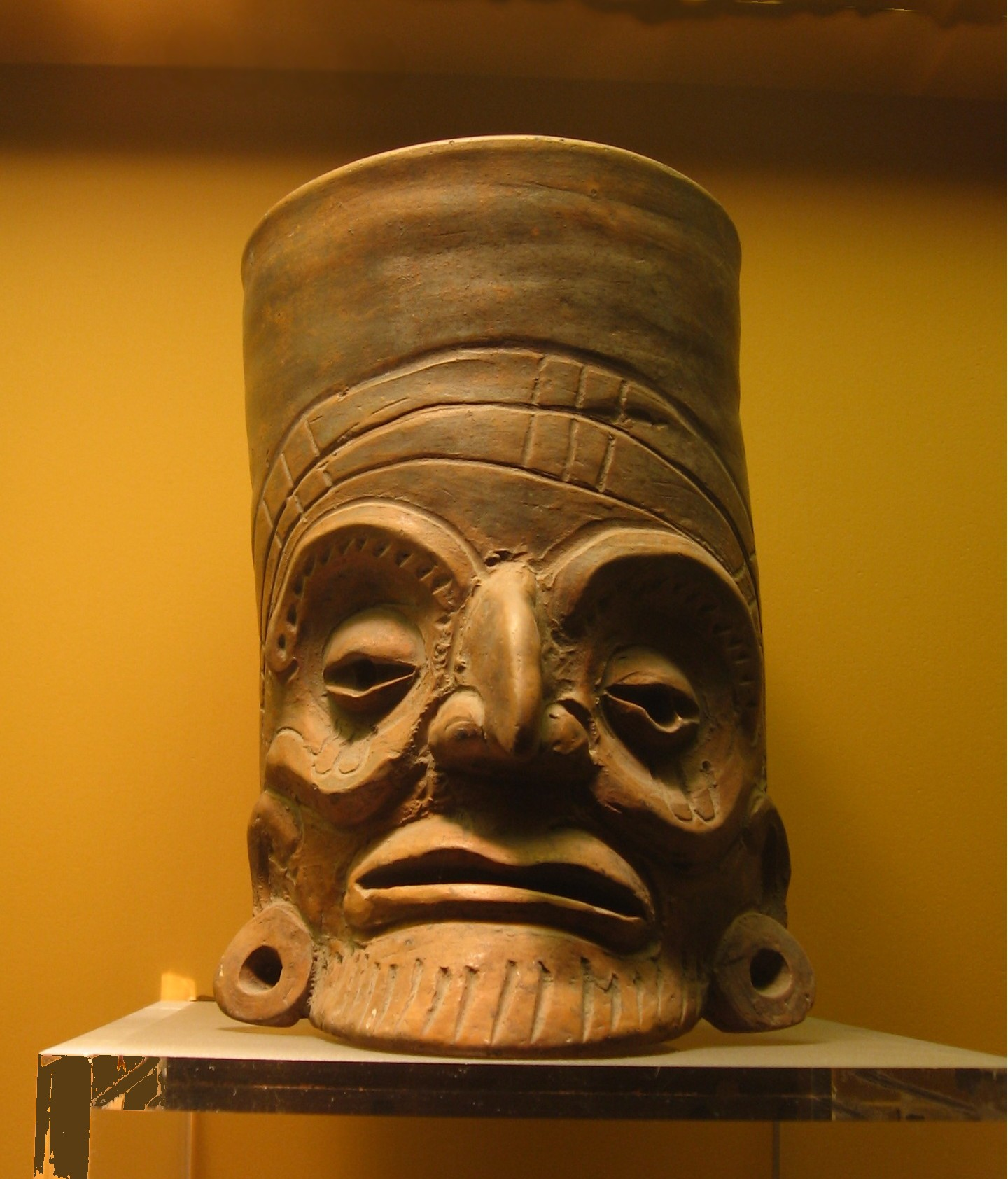
Tolték stílusú edény

## Lásd még
- Azték teremtésmítosz